# Liste der Wappen im Landkreis Erding
Die Liste der Wappen im Landkreis Erding zeigt die Wappen der Gemeinden im bayerischen Landkreis Erding.

## Landkreis Erding

Landkreis Erding Unter einem Schildhaupt mit den bayerischen Rauten in Silber ein aufspringendes, goldbewehrtes rotes Pferd.
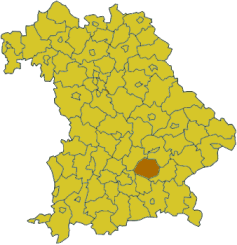
Lage des Landkreises Erding in Bayern
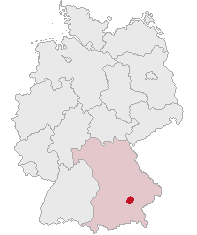
Lage des Landkreises Erding in Deutschland

## Wappen der Städte, Märkte und Gemeinden

Gemeinde Berglern[1] → Details
Gemeinde Bockhorn[2] → Details
Gemeinde Buch a.Buchrain[3] → Details
Stadt Dorfen[4] → Details
Gemeinde Eitting[5] → Details
Große Kreisstadt Erding[6] → Details
Gemeinde Finsing[7] → Details
Gemeinde Forstern[8] → Details
Gemeinde Fraunberg[9] → Details
Gemeinde Hohenpolding[10] → Details
Gemeinde Inning a.Holz[11] → Details
Markt Isen[12] → Details
Gemeinde Kirchberg[13] → Details
Gemeinde Langenpreising[14] → Details
Gemeinde Lengdorf[15] → Details
Gemeinde Moosinning[16] → Details
Gemeinde Neuching[17] → Details
Gemeinde Oberding[18] → Details
Gemeinde Ottenhofen[19] → Details
Gemeinde Pastetten[20] → Details
Gemeinde Sankt Wolfgang[21] → Details
Gemeinde Steinkirchen[22] → Details
Gemeinde Taufkirchen (Vils)[23] → Details
Gemeinde Walpertskirchen[24] → Details
Markt Wartenberg[25] → Details
Gemeinde Wörth[26] → Details

## Ehemalige Gemeinden mit eigenem Wappen

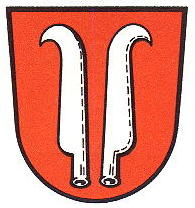
Gemeinde Altenerding
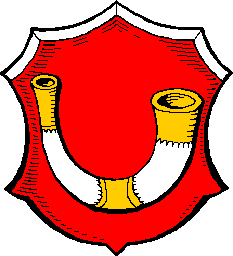
Gemeinde Grünbach
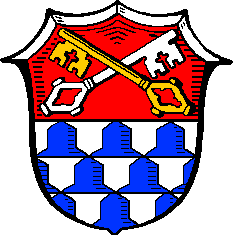
Gemeinde Grüntegernbach
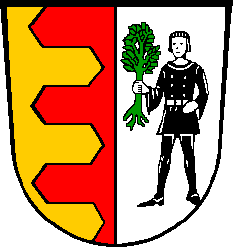
Gemeinde Hausmehring
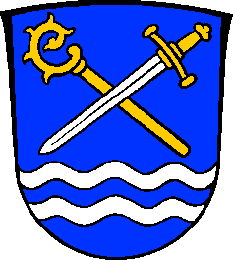
Gemeinde Langengeisling
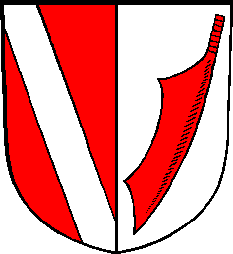
Gemeinde Niederneuching
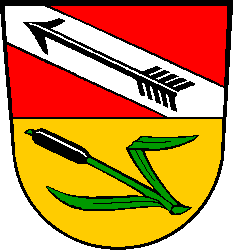
Gemeinde Notzing
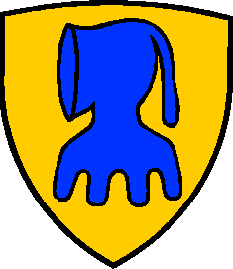
Gemeinde Oberneuching
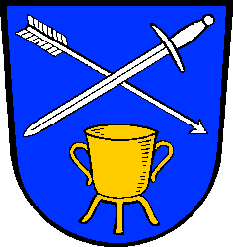
Gemeinde Reichenkirchen
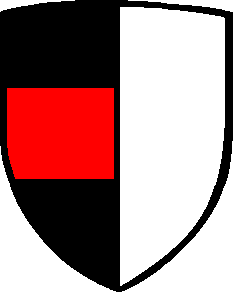
Gemeinde Zeilhofen

- Gemeinde
Altenerding[27]
- Gemeinde
Grünbach[28]
- Gemeinde
Grüntegernbach[29]
- Gemeinde
Hausmehring[30]
- Gemeinde
Langengeisling[31]
- Gemeinde
Niederneuching[32]
- Gemeinde
Notzing[33]
- Gemeinde
Oberneuching[34]
- Gemeinde
Reichenkirchen[35]
- Gemeinde
Zeilhofen[36]

## Blasonierungen
1. ↑  Berglern: „Geteilt von Rot und Silber; oben eine silberne heraldische Rose, unten ein grüner Dreiberg.“
2. ↑  Bockhorn: „In Rot über einem silbernen Horn mit goldenen Beschlägen ein silberner Wellenbalken.“
3. ↑  Buch am Buchrain: „In Schwarz eine obere rechte goldene Vierung, darin ein schwarzer Stierkopf, und ein aus der Ecke der Vierung wachsender silberner Buchenzweig mit drei Blättern, bewinkelt von zwei goldenen Bucheckern an silbernen Stielen.“
4. ↑  Dorfen: „In Blau drei zwei zu eins gestellte silberne Häuschen mit goldenen Dächern.“
5. ↑  Eitting: „Im Wellenschnitt schräglinks geteilt von Rot und Gold; oben die wachsende goldene Krümme eines Bischofsstabes, unten ein schwarzer Eberkopf.“
6. ↑  Erding: „In Silber eine schräg gestellte blaue Pflugschar.“
7. ↑  Finsing: „In Silber ein mit drei silbernen heraldischen Rosen mit goldenen Butzen belegter roter Schrägbalken, begleitet oben von einem roten Widderhorn, unten von einem grünen Seeblatt.“
8. ↑  Forstern: „In Gold ein grüner Pfahl, beiderseits eine bewurzelte grüne Tanne; der Pfahl belegt mit einem wachsenden goldenen Abtstab, der im Fuß mit einem silbernen Zahnrad überlegt ist.“
9. ↑  Fraunberg: „Unter silbernem Schildhaupt, darin schräg gekreuzt ein blaues Schwert und ein blauer Pfeil, gespalten; vorne gespalten von Blau und Weiß mit einer heraldischen Lilie in verwechselten Farben; hinten in Rot ein steigendes gezäumtes silbernes Pferd.“
10. ↑  Hohenpolding: „Über silbernem Schildfuß, darin zwei grüne Seeblätter an gekreuzten Stielen, in Blau nebeneinander eine silberne heraldische Lilie mit einer goldenen Krone anstelle des Bundes und ein silbernes Kreuz, dessen senkrechter Balken von einer goldenen Krone überdeckt wird.“
11. ↑  Inning am Holz: „Über einem von Silber und Grün gespaltenen Dreiberg gespalten von Rot und Silber; vorne übereinander drei silberne Widderhörner, hinten eine wachsende grüne Tanne.“
12. ↑  Isen: „In Blau eine rot gekleidete, golden gekrönte Meerjungfrau, die mit den Händen die beiden Fischschwänze emporhält.“
13. ↑  Kirchberg: „In Blau rechts ein wachsender silberner Kirchturm mit goldener Zwiebelhaube, links schräg gekreuzt ein goldener Schlüssel und ein gestürztes silbernes Schwert mit goldenem Griff.“
14. ↑  Langenpreising: „Gespalten; vorne in Rot eine silberne Zinnenmauer, hinten in Blau sechs in drei Reihen paarweise gestellte, goldene heraldische Lilien.“
15. ↑  Lengdorf: „Durch einen goldenen Wellenbalken schräg geteilt von Rot und Schwarz; oben ein silberner Becher, unten eine silberne Salzkufe.“
16. ↑  Moosinning: „In Blau gekreuzt ein silberner Schlüssel und ein silberner Palmzweig.“
17. ↑  Neuching: „Gespalten von Gold und Rot; vorne eine blaue Gugel, hinten ein schräglinks gestelltes silbernes Haumesser.“
18. ↑  Oberding: „In Blau ein schräglinks gestelltes silbernes Sensenblatt.“
19. ↑  Ottenhofen: „Unter silbernem Schildhaupt, darin eine rote heraldische Rose mit goldenem Butzen und goldenen Kelchblättern, in Rot ein links gewendeter vierfüßiger goldener Drache mit einem Großbuchstaben „S“ im Rachen.“
20. ↑  Pastetten: „Geteilt von Gold und Rot; oben ein rot gekrönter Mohrenkopf, unten eine silberne Zinnenmauer.“
21. ↑  Sankt Wolfgang: „Wellenförmig geteilt von Rot und Silber; oben ein silberner Pferderumpf, unten ein schräg gestelltes blaues Beil.“
22. ↑  Steinkirchen: „In Silber ein doppelter, gemauerter roter Spitzbogen, oben eine rote Krone, unten ein schwebender grüner Dreiberg.“
23. ↑  Taufkirchen (Vils): „Unter rotem, mit einem silbernen Pfahl belegten Schildhaupt in Blau eine silberne Rundkapelle in romanischen Bauformen.“
24. ↑  Walpertskirchen: „In Silber ein blauer Wellenbalken, darüber eine rote Krone, darunter ein roter Sparren.“
25. ↑  Wartenberg: „In Rot ein geflügelter goldener Drache mit silberner Pfeilzunge und Stachelschwanz.“
26. ↑  Wörth: „In Gold ein erhöhter, aufrechter und ein gesenkter, gestürzter blauer Wellensparren, die einen schwebenden, rot gekrönten Mohrenkopf einschließen.“
27. ↑  Altenerding: „In Rot zwei voneinander abgewendete, aufrechtstehende silberne Pflugmesser.“
28. ↑  Grünbach: „In Rot ein silbernes Horn mit goldenen Beschlägen.“
29. ↑  Grüntegernbach: „Schild geteilt; oben in Rot gekreuzt ein goldener und ein silberner Schlüssel; unten Eisenhutfeh.“
30. ↑  Hausmehring: „Gespalten; vorne im Eisenhutschnitt gespalten von Gold und Rot, hinten in Silber ein stehender schwarz gekleideter Mann, der in der Rechten einen bewurzelten Baum hält.“
31. ↑  Langengeisling: „In Blau über zwei silbernen Wellenbalken im Schildfuß schräg gekreuzt ein goldener Bischofsstab und ein silbernes Schwert mit goldenem Griff.“
32. ↑  Niederneuching: „Gespalten von Rot und Silber; vorne ein silberner Schrägbalken, hinten ein schräglinks gelegtes rotes Haumesser.“
33. ↑  Notzing: „Geteilt von Rot und Gold; oben ein silberner Schrägbalken belegt mit einem schwarzen Pfeil; unten ein schräg liegender grüner Rohrhalm mit schwarzem Kolben.“
34. ↑  Oberneuching: „In Gold ein blaue Gugel.“
35. ↑  Reichenkirchen: „In Blau schräg gekreuzt ein gestürzter silberner Pfeil und ein silbernes Schwert, darunter ein goldener Ölkessel auf Dreibein.“
36. ↑  Zeilhofen: „Gespalten von Schwarz und Silber; vorne ein roter Balken.“